# Jamie Lee Curtis
Pour les articles homonymes, voir Lee et Curtis.
Jamie Lee Curtis [ˈdʒeɪmi liː ˈkɝːtɪs] est une actrice, productrice et réalisatrice américaine, née le 22 novembre 1958 à Los Angeles en Californie. Elle est la fille des acteurs Tony Curtis et Janet Leigh. 
Elle fait ses débuts dans la peau du personnage de Laurie Strode dans le film d'horreur de John Carpenter Halloween (1978). La forte popularité du film l'établit comme une véritable actrice du genre, jouant dans Fog (1980), Le Bal de l'horreur (1980), Le Monstre du train (1980) ou encore Déviation mortelle (1981), gagnant ainsi le surnom de « The Scream Queen » (« La Reine du hurlement » en français) pour la plupart de son public.
Régulièrement au cours de sa carrière, elle revient à la saga Halloween pour six autres films, interprétant son rôle de Laurie Strode à différents âges : Halloween 2 (1981), Halloween, 20 ans après (1998), Halloween: Resurrection (2002), et enfin pour la trilogie à succès réalisée par David Gordon Green : Halloween (2018), Halloween Kills (2021) et Halloween Ends (2022).
Elle parvient aussi à s'imposer comme actrice comique avec les films Un fauteuil pour deux (1983), face à Eddie Murphy, puis Un poisson nommé Wanda (1988). Dans un registre dramatique, elle impressionne également en tête d'affiche du polar Blue Steel (1989), de Kathryn Bigelow, puis dans le film à succès True Lies (1994), avec Arnold Schwarzenegger et sous la direction de James Cameron.
Les années 2000 sont marquées seulement par le succès surprise de la comédie fantastique Freaky Friday : Dans la peau de ma mère (2003), mais elle se concentre par la suite sur la télévision : apparaissant dans les séries NCIS (2012) et New Girl (2012-2018), elle incarne notamment la séduisante doyenne Cathy Munsch dans la série semi-anthologique horrifique Scream Queens (2015-2016), créée par Ryan Murphy.
En parallèle de son retour dans les derniers Halloween, elle se fait remarquer dans des seconds rôles dans À couteaux tirés (2019) de Rian Johnson et Everything Everywhere All at Once (2022) de Dan Kwan et Daniel Scheinert, qui lui vaut l’Oscar de la meilleure actrice dans un second rôle en 2023.

## Biographie

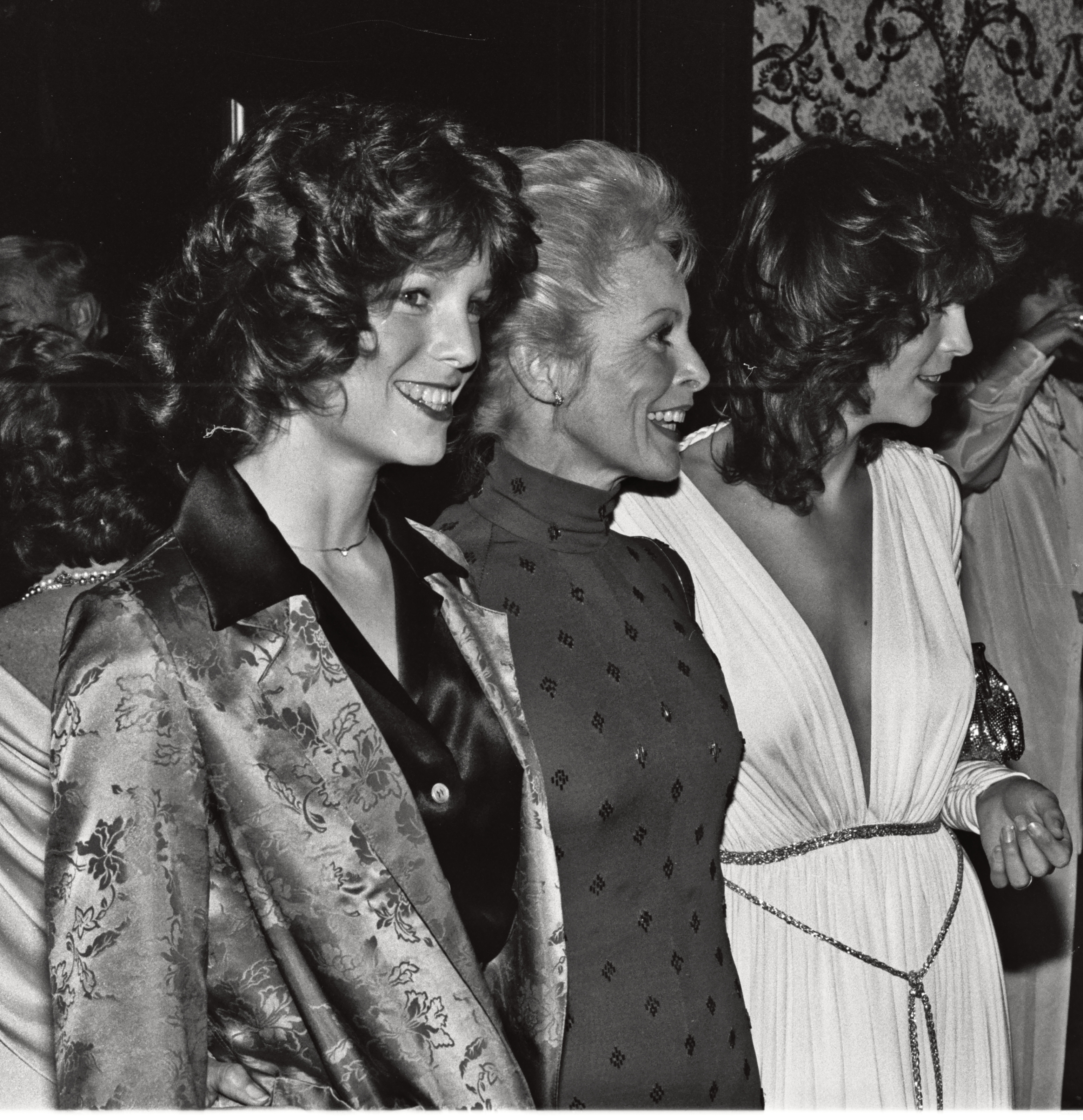
Avec sa sœur et sa mère en 1979.

### Enfance et formation
Jamie Lee Curtis est née à Los Angeles en Californie. Elle est la fille des vedettes de cinéma Tony Curtis et Janet Leigh. Ses grands-parents paternels étaient juifs et sont venus de Hongrie aux États-Unis, ses grands-parents maternels étaient irlandais et danois. Ses parents divorcent en 1962 et sa mère se remarie alors avec Robert Brandt. Elle a une sœur aînée, Kelly Curtis, elle-même actrice, et des demi-frères et sœurs (tous issus du remariage de son père) : Alexandra, Allegra et Nicholas Curtis, qui meurt en 1994 des suites d'une overdose.
En 1975, Jamie Lee part vivre avec sa mère sur la côte Est des États-Unis, mais retourne en Californie en 1976. Elle entre à l'université du Pacifique à Stockton, où elle envisage de se spécialiser en arts dramatiques, mais laisse tomber les études au bout d'un semestre pour se consacrer à plein temps à sa carrière d'actrice. En 1977, Jamie Lee a 19 ans et paraît comme figurante au côté de Peter Falk dans un Columbo (Les surdoués).

### Du cinéma d'horreur à la comédie

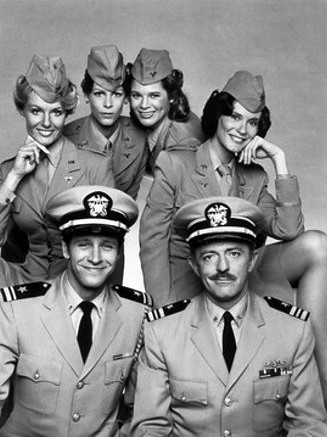
Photo de la distribution principale de la série télévisée Opération charme (1977-1978).

Elle signe un contrat chez Universal Studio et apparaît dans la série télévisée Opération charme (en)(Operation petticoat), en 1977. Cette série est adaptée du film Opération Jupons (Operation petticoat), où son père, Tony Curtis, joue l'un des rôles principaux. Avec de légers changements, Jamie Lee reprend le rôle joué par Dina Merrill, le lieutenant Barbara Duran.
Le réalisateur John Carpenter la remarque, dans un épisode de la série Operation Petticoat, pour son physique androgyne et décide de lui offrir le rôle de la jeune étudiante Laurie Strode, traquée par Michael Myers dans Halloween, la nuit des masques. Le film remporte un succès mondial et la propulse au rang de « star ».
Jamie Lee décide de se tourner vers des films d'horreur. Pour son film suivant, Fog (1980), elle retrouve John Carpenter. Le film cartonne au box office mais reçoit un accueil critique mitigé. Puis, tourne la même année Le Bal de l'horreur et Le Monstre du train. Elle est alors surnommée nouvelle « scream queen » du cinéma de genre. Elle reçoit une citation pour un Prix Génie de la meilleure actrice ainsi qu'une nomination pour un Saturn Awards.
Effrayée à l'idée de ne plus jamais pouvoir se débarrasser de cette étiquette, elle refuse après le tournage d'Halloween 2 en 1981 toutes les propositions de films d'horreur qu'elle reçoit. L'année suivante, elle prête sa voix un court instant à l'opératrice téléphonique dans le troisième volet de la saga Halloween, Halloween 3 : Le Sang du sorcier. En 1988, elle refusera catégoriquement de reprendre son rôle de Laurie Strode dans Halloween 4 : Le Retour de Michael Myers.
Jamie Lee s'essaye alors aux drames, comme Perfect, en 1985, aux côtés de John Travolta. Le film ne rencontre pas le succès escompté au box office mais l'interprétation de l'actrice est saluée par le Jupiter Awards de la meilleure actrice internationale. Elle poursuit avec Nicky et Gino en 1988. C'est dans la comédie qu'elle cartonne avec Un fauteuil pour deux (1983), qui lui permet de recevoir le BAFTA Awards de la meilleure actrice dans un second rôle, et Un poisson nommé Wanda (1988), dans lequel elle interprète Wanda Gershwitz, une séduisante cambrioleuse, qui lui vaut une citation au Golden Globe de la meilleure actrice dans un film musical ou une comédie.

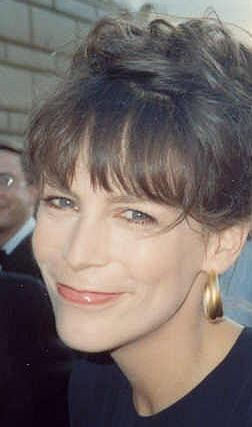
L'actrice aux Emmy Awards de 1989, pour la série Anything But Love.

Entre 1989 et 1992, elle joue le rôle principal de la série télévisée comique Anything But Love. Cette comédie raconte l'histoire de Marty et Hannah, deux collègues attirés l'un par l'autre mais qui ne veulent pas gâcher cette amitié par une relation amoureuse et tentent de vivre quotidiennement avec cette ambiguïté. L'actrice reçoit les éloges de la critique et gagne son premier Golden Globe, en 1990.
La même année, elle est la tête d'affiche du thriller urbain Blue Steel, troisième long-métrage de Kathryn Bigelow. Malgré d'excellentes critiques, le film passe commercialement inaperçu.

### Passage au second plan
En 1992, elle fait partie du jury présidé par Gérard Depardieu lors du 45e Festival de Cannes. Deux ans plus tard, elle connaît son dernier grand succès critique et commercial en tenant le premier rôle féminin du blockbuster d'action True Lies. Le long-métrage est un remake signé James Cameron de la comédie française La Totale !, de Claude Zidi. Sa performance dans le rôle d'une femme ordinaire projetée dans une vie d'espionne malgré elle, lui vaut son second Golden Globe de la meilleure actrice, ainsi qu'une vague de nominations dont l'Actor de la meilleure actrice dans un second rôle ainsi que le Blockbuster Entertainment Awards de la meilleure actrice dans un film d'action.
Elle ne parvient cependant pas à confirmer par la suite, l'amenant à revenir à la franchise qui l'avait révélée. En 1998, elle reprend pour la troisième fois son rôle de Laurie Strode avec Halloween 20 ans après, il revient. Ce film, conçu, d'après son idée, comme une suite directe d'Halloween 2, est un immense succès. Cette même année, elle reçoit sa propre étoile sur le célèbre Walk of Fame, une récompense honorifique en remerciement à sa contribution au milieu du divertissement. Enfin, elle est la tête d'affiche du téléfilm dramatique acclamé par la critique, Un cœur pour la vie, qui lui permet d'être nommée pour le Primetime Emmy Awards de la meilleure actrice dans un téléfilm.
En 1999, elle tente de confirmer au cinéma en incarnant l'héroïne du thriller de science-fiction Virus, mais le film est un flop critique et commercial. L'année suivante, elle revient à la comédie noire en intégrant le casting choral de Qui a tué Mona ?, qui passe inaperçu. La même année, elle est élue femme de l'année par la prestigieuse organisation théâtrale Hasty Pudding Theatricals. En 2001, elle seconde Pierce Brosnan et Geoffrey Rush pour le remarqué thriller d'espionnage Le Tailleur de Panama.
Finalement, en 2002, elle reprend son rôle fétiche Halloween : Résurrection, qui parodie cette fois le phénomène de télé-réalité, et surtout conclut l'histoire de son personnage. Si les critiques sont catastrophiques, le public répond présent. Mais c'est l'année suivante qu'elle convainc tout le monde en partageant l'affiche de la comédie fantastique Freaky Friday : Dans la peau de ma mère avec la jeune vedette Lindsay Lohan. Son interprétation d'une adolescente se retrouvant dans le corps de sa propre mère lui vaut des nominations aux Golden Globes et aux Saturn Awards de la meilleure actrice dans un film musical ou une comédie. Elle reste donc dans le registre de la comédie familiale pour son projet suivant, Un Noël de folie !, aux côtés de Tim Allen.
En octobre 2006, l'actrice déclare s'être quelque peu retirée du chemin des plateaux pour se consacrer à sa vie de famille. Elle fait néanmoins un retour remarqué, en 2008, dans le film pour enfants mélangeant animation et prise de vues réelles de Disney : Le Chihuahua de Beverly Hills.

### Retour progressif et télévision

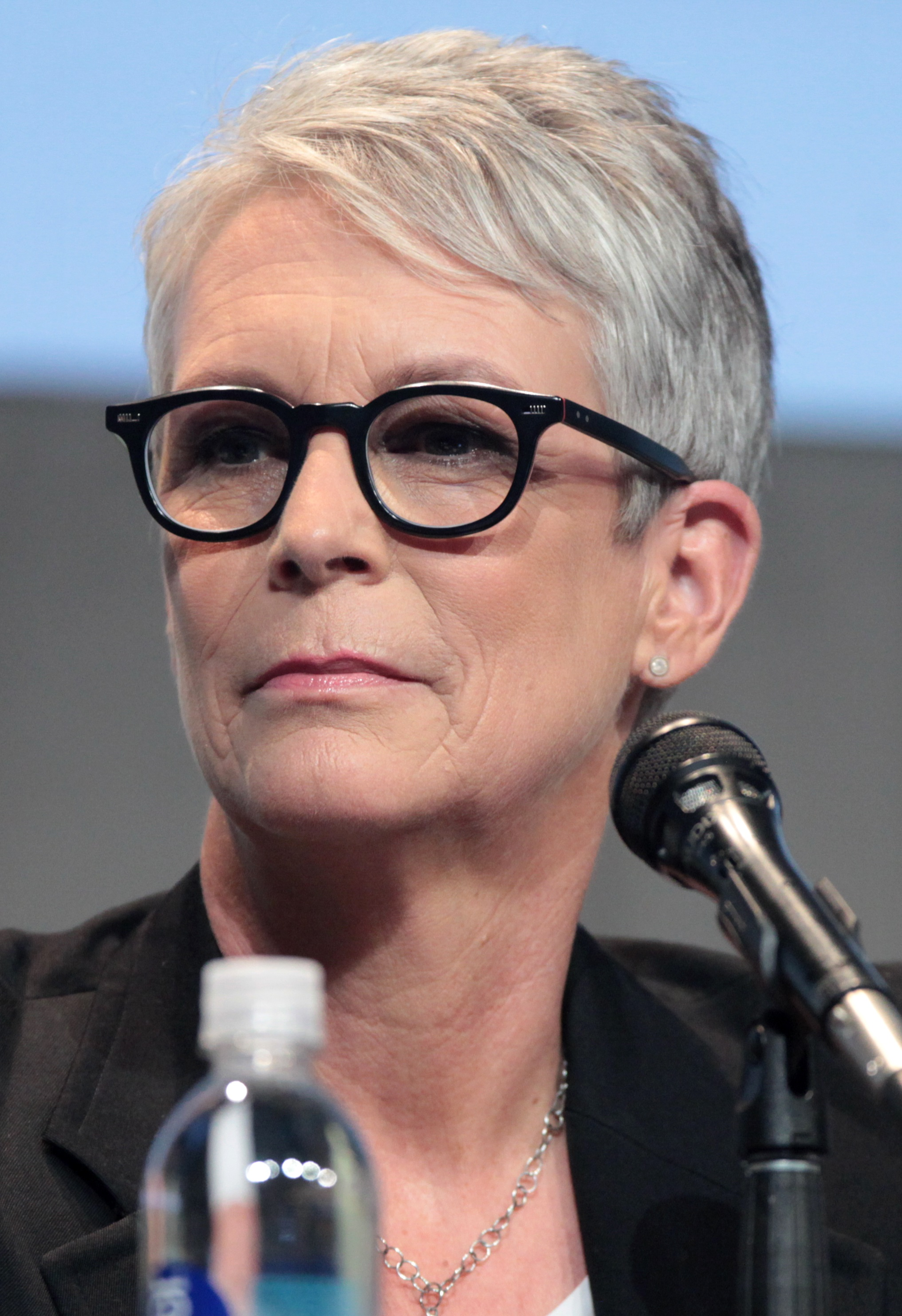
L'actrice pour la promotion de Scream Queens au Comic-Con de San Diego en 2015.

En 2010, elle intègre la distribution de la comédie Encore toi !, où elle évolue notamment aux côtés de Sigourney Weaver. Le film passe inaperçu, elle se tourne alors vers la télévision.
En 2011, elle prête sa voix au film d'animation Le Petit train bleu, aux côtés de Whoopi Goldberg, Alyson Stoner et Brenda Song et Corbin Bleu.
En 2012, elle apparaît dans un arc narratif de cinq épisodes, de la série policière à succès NCIS : Enquêtes spéciales. Elle incarne le Dr Samantha Ryan, un intérêt potentiellement romantique de l'agent spécial Gibbs (Mark Harmon, qu'elle retrouve quasiment dix ans après Freaky Friday : Dans la peau de ma mère). Elle apparaît aussi dans un épisode de la seconde saison de la comédie New Girl, où elle prête ses traits à la mère de l'héroïne. Elle reprend ce rôle pour trois épisodes de la saison 3, puis un autre de la saison 4.
En 2014, elle joue dans le film Veronica Mars, suite de la série télévisée du même nom qui présente la particularité d'avoir été financé par les fans de la série, qui réclamaient une conclusion après son arrêt soudain. La même année, elle tourne un épisode pilote pour le rôle de l'héroïne d'une nouvelle série, Only Human, mais le projet n'est pas retenu. Elle joue aussi dans le drame indépendant Spare Parts, aux côtés de George Lopez et Marisa Tomei.
Finalement, en 2015, elle fait un retour télévisuel remarqué lorsqu'elle intègre la distribution d'une nouvelle série horrifique d'anthologie Scream Queens, créée par Ryan Murphy. Elle évolue aux côtés d'une jeune distribution, comptant notamment Emma Roberts et Abigail Breslin. Ce projet lui permet de combiner comédie et horreur, et la fait de nouveau accéder à des cérémonies de remises de prix populaires comme les People's Choice Awards ou prestigieuses comme les Golden Globes. Mais en mai 2017, la série est annulée au bout de seulement deux saisons en raison d'une baisse des audiences significative et de la difficulté de trouver un scénario plausible.
L'actrice profite tout de même de ce retour médiatique pour réapparaître au cinéma. Elle tourne le thriller dramatique de Joe Chappelle, The Pages, dans le rôle-titre, ainsi que la comédie d'action Spychosis, avec John Savage. Elle revient aussi tourner un dernier épisode de New Girl, dans le cadre de sa septième et dernière saison.
Afin de célébrer les 40 ans de la sortie du premier Halloween, l'actrice accepte en 2017 de tourner un nouvel épisode dans le rôle de Laurie Strode. Cet opus fait office de semi-reboot, en ignorant toutes les autres suites. Le scénariste et réalisateur original, John Carpenter revient également, cette fois en tant que producteur exécutif et consultant. Le film rencontre un large succès critique et commercial au box-office américain à sa sortie et lui vaut le Saturn Award de la meilleure actrice.
Parallèlement, l'actrice développe une série télévisée qui la placera à la tête d'une famille travaillant dans l'univers des pompes funèbres. Elle s'impliquera dans l'écriture et la production de cette comédie noire baptisée Quality of Life. Jamie Lee Curtis a imaginé cette sitcom pour CBS Television Studio.
En 2019, elle remporte le prix Vanguard Award, décerné par la National Association of Theatre Owners. En fin d'année, elle est à l'affiche d'À couteaux tirés, un Cluedo de Rian Johnson présenté au festival international du film de Toronto 2019, au casting choral notamment composé de Daniel Craig, Toni Collette, Chris Evans, Ana de Armas, Don Johnson et d'autres,. Un succès critique et public qui lance rapidement la production d'une suite.
Puis, elle tourne la suite d'Halloween, Halloween Kills, à nouveau sous la direction de David Gordon Green et accompagnée de Judy Greer qui joue sa fille.
En mai 2020, il est annoncé que l'actrice va pour la première fois passer derrière la caméra, en réalisant son premier long-métrage, un film d'horreur intitulé Mother Nature. En mars 2022, il est annoncé que le scénario du film va être adapté sous forme d'un roman graphique, coécrit par Curtis et publié par Titan Comics, et qu'il sortira en automne de la même année.
Fin 2024, elle apparaît dans un rôle secondaire dans le film The Last Showgirl, aux côtés de Pamela Anderson, qui obtient des critiques élogieuses,,.

## Vie privée

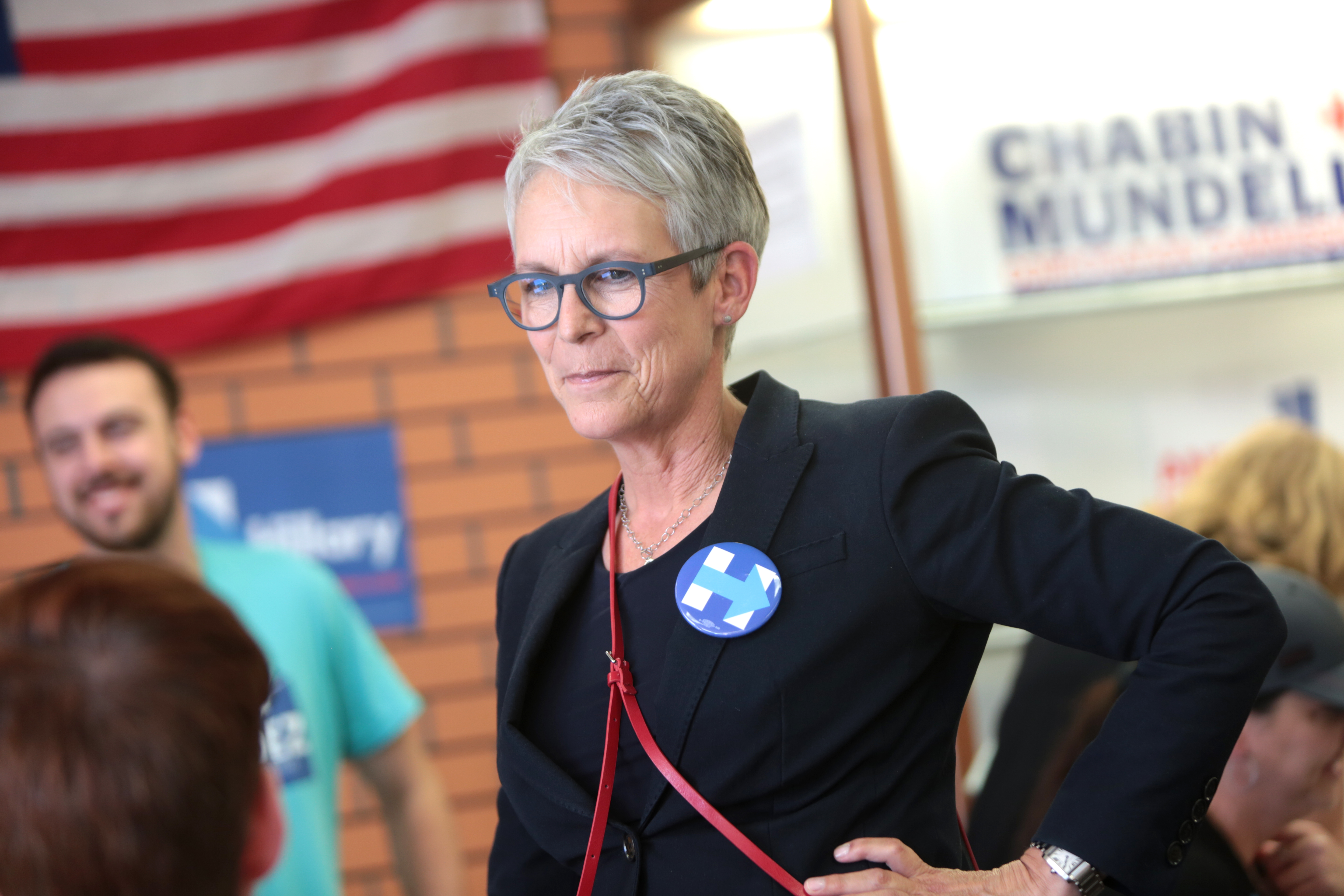
L'actrice durant la campagne présidentielle pour la candidate démocrate Hillary Clinton, en septembre 2016.

Jamie Lee épouse l'acteur Christopher Guest le 18 décembre 1984, et devient Lady Haden-Guest le jour où son mari hérite de la baronnie du même nom, à la mort de son père.
Le couple adopte deux enfants, Annie (née en 1986) et Ruby (femme transgenre, née en 1996). Elle est également la marraine de l'acteur Jake Gyllenhaal.
Elle aime beaucoup la série de jeux vidéo Street Fighter et a déclaré y « jouer beaucoup plus que vous ne l'imaginez ». Elle a d'ailleurs participé à l'édition 2015 du plus grand tournoi d'Ultra Street Fighter IV au monde, l'EVO, accompagnée de sa fille et de deux autres proches, tous cosplayés en personnages de Street Fighter et de Tekken. Elle-même était déguisée en Vega, profitant du masque du personnage pour passer inaperçue. Etant également fan de World of Warcraft, elle a renouvelé l'expérience lors d'un Comic-Con.
C'est une proche amie de l'actrice Sigourney Weaver mais dans une interview de 2015, Curtis a déclaré qu'elle n'a jamais regardé les films Alien dans leur intégralité parce qu'elle était trop effrayée.
Elle a subi une dépendance aux analgésiques après une intervention chirurgicale esthétique de routine. Elle est sobre depuis 1999.
Aujourd'hui, l'actrice se consacre à de nombreuses œuvres caritatives.

## Filmographie

### En tant qu'actrice

#### Cinéma

##### Années 1970-1980
- 1978 : Halloween, la nuit des masques (Halloween), de John Carpenter : Laurie Strode
- 1980 : Fog (The Fog), de John Carpenter : Elizabeth Solley
- 1980 : Le Bal de l'horreur (Prom night), de Paul Lynch : Kim
- 1980 : Le Monstre du train (Terror train), de Roger Spottiswoode : Alana
- 1981 : New York 1997 (Escape from New York), de John Carpenter : la narratrice (non créditée)
- 1981 : Déviation mortelle (Roadgames), de Richard Franklin : Hitch
- 1981 : Halloween 2 (Halloween II), de Rick Rosenthal : Laurie Strode
- 1982 : Halloween 3 : Le Sang du sorcier (Halloween 3: Season of the Witch), de Tommy Lee Wallace : l'opératrice téléphonique (non créditée)
- 1983 : Un fauteuil pour deux (Trading places), de John Landis : Ophelia
- 1984 : Love Letters de Amy Holden Jones : Anna Winter[24]
- 1984 : Grandview, U.S.A., de Randal Kleiser : Michelle 'Mike' Cody
- 1984 : Les Aventures de Buckaroo Banzaï à travers la 8e dimension (The Adventures of Buckaroo Banzai across the 8th dimension), de W. D. Richter : Sandra Banzaï (scènes supprimées au montage)
- 1985 : Perfect, de James Bridges : Jessie
- 1986 : Welcome Home, court-métrage de Arlene Sanford
- 1987 : Un homme amoureux, de Diane Kurys : Susan Elliott
- 1987 : La Force du silence (Amazing Grace and Chuck), de Mike Newell : Lynn Taylor
- 1988 : Nicky et Gino (Dominick and Eugene), de Robert M. Young : Jennifer Reston
- 1988 : Un poisson nommé Wanda (A Fish Called Wanda), de Charles Crichton : Wanda Gershwitz

##### Années 1990
- 1990 : Blue Steel, de Kathryn Bigelow : Megan Turner
- 1991 : Bienvenue au club (Queens Logic), de Steve Rash : Grace
- 1992 : My Girl, de Howard Zieff : Shelly DeVoto
- 1992 : Forever Young, de Steve Miner : Claire Cooper
- 1993 : Mother's Boys d'Yves Simoneau : Judith « Jude » Madigan
- 1994 : My Girl 2, de Howard Zieff : Shelly Sultenfuss
- 1994 : True Lies, de James Cameron : Helen Tasker
- 1996 : Kid... napping ! (House Arrest), de Harry Winer : Janet Beindorf
- 1996 : Ellen's Energy Adventure (vidéo) : Dr Judy Peterson
- 1997 : Créatures féroces (Fierce creatures), de Robert Young : Willa Weston
- 1998 : L'Héritage de Malcolm (Homegrown), de Stephen Gyllenhaal : Sierra Kahan
- 1998 : Halloween 20 ans après, il revient (Halloween H20: 20 years later), de Steve Miner : Laurie Strode / Keri Tate
- 1999 : Virus, de John Bruno : Kit Foster

##### Années 2000
- 2000 : Qui a tué Mona ? (Drowning Mona), de Nick Gomez : Rona Mace
- 2001 : Le Tailleur de Panama (The Tailor of Panama), de John Boorman : Louisa Pendel
- 2001 : Daddy and Them, de Billy Bob Thornton : Elaine Bowen
- 2001 : Rudolph the Red-Nosed Reindeer & the Island of Misfit Toys (vidéo) : la Reine Camilla (voix)
- 2002 : Halloween : Résurrection, de Rick Rosenthal : Laurie Strode
- 2003 : Freaky Friday : Dans la peau de ma mère (Freaky Friday), de Mark Waters : Tess Coleman
- 2004 : Un Noël de folie ! (Christmas with the Kranks), de Joe Roth : Nora Krank
- 2005 : Molly & Roni's Dance Party (vidéo) : le Disc jockey
- 2008 : Le Chihuahua de Beverly Hills, de Raja Gosnell : Tante Viv

##### Années 2010
- 2010 : Le Petit Train bleu (The Little Engine That Could), de Elliot M. Bour : Bev (voix)
- 2010 : Encore toi !, de Andy Fickman : Gail
- 2012 : La Colline aux coquelicots de Gorō Miyazaki : Ryoko Matsuzaki (animation, doublage pour la version anglophone)
- 2012 : 8 (vidéo) : Sandy Stier
- 2014 : Veronica Mars, le film de Rob Thomas : Gayle Buckley
- 2015 : Spare Parts (en) de Sean McNamara : Principal Karen Lowry
- 2018 : Halloween de David Gordon Green : Laurie Strode (également productrice exécutive)
- 2019 : An Acceptable Loss (The Pages) de Joe Chappelle : Rachel Burke
- 2019 : À couteaux tirés (Knives Out) de Rian Johnson : Linda Robinson

##### Années 2020
- 2021 : Halloween Kills de David Gordon Green : Laurie Strode
- 2021 : Senior Entourage de Brian Connors : Jamie
- 2022 : Everything Everywhere All at Once de Dan Kwan et Daniel Scheinert : Deirdre Beaubeirdra
- 2022 : Halloween Ends  de David Gordon Green : Laurie Strode
- 2023 : Le Manoir Hanté (Haunted Mansion) de Justin Simien : Madame Leota
- 2024 : Borderlands d'Eli Roth : Dr Patricia Tannis
- 2024 : The Last Showgirl de Gia Coppola : Annette
- 2025 : Freaky Friday 2 : Encore dans la peau de ma mère (Freakier Friday) de Nisha Ganatra : Tess Coleman
- 2025 : Ella McCay de James L. Brooks

#### Télévision

##### Téléfilms
- 1981 : Des filles canon (She's in the Army Now), de Hy Averback : Pvt. Rita Jennings
- 1981 : Meurtre d'une créature de rêve (Death of a centerfold: The Dorothy Stratten story), de Gabrielle Beaumont : Dorothy Stratten
- 1981 : Money on the Side, de Robert L. Collins : Michelle Jamison
- 1982 : Callahan, de Harry Winer : Rachel Bartlett
- 1986 : Les Derniers beaux jours (As summers die), de Jean-Claude Tramont : Whitsey Loftin
- 1995 : Heidi, jour après jour (The Heidi chronicles), de Paul Bogart : Heidi Holland
- 1998 : Un cœur pour la vie (Nicholas' gift), de Robert Markowitz : Maggie Green
- 2005 : A Home for the Holidays de Steven Bortko : elle-même
- 2014 : Only Human de Gavin O'Connor : Evelyn Lang

##### Séries télévisées
- 1977 : Quincy : la fille dans le vestiaire (Saison 2, épisode 4)
- 1977 : The Hardy Boys-Nancy Drew Mysteries : Mary (Saison 1, épisode 10)
- 1977 : Columbo : Serveuse (Saison 6, épisode 3, "Les surdoués")
- 1977-1978 : Opération Charme : lieutenant Barbara Duran (Saison 1, 23 épisodes)
- 1978 : Drôles de dames : Linda Frye (Saison 3, épisodes 5 et 6)
- 1978 : La croisière s'amuse : Linda (Saison 2, épisode 8)
- 1979 : Buck Rogers : Jen Burton (Saison 1, épisode 7)
- 1985 : Tall Tales & Legends (en) : Annie Oakley (Saison 1, épisode 9)
- 1989-1992 : Anything But Love : Hannah Miller (56 épisodes)
- 1995 : Le Drew Carey Show : Sioux (Saison 1, épisode 18)
- 2000 : Les cochons d'à côté : Clara (voix)
- 2012 : NCIS : Enquêtes spéciales : Dr Samantha Ryan (Saison 9, épisodes 16, 18, 20, 23 et 24)
- 2012-2018 : New Girl : Joan, la mère de Jess (Saison 2, épisode 8, Saison 3, épisodes 13, 16 et 21, Saison 4, épisode 16 et Saison 7, épisode 7)
- 2015-2016 : Scream Queens : Doyenne / Dr Cathy Munsch (Saisons 1 et 2, 23 épisodes)
- 2020 : Archer : l'agent Peregrine Bruchstein (animation)
- 2023 : The Bear : Donna Berzatto (Saison 2, épisode 6 et 10)
- 2024 : The Sticky : Bo Radley (Saison 1, épisode 5 et 6)

### En tant que productrice
- 2017 : Hondros de Greg Campbell (documentaire)
- 2021 : Halloween Kills de David Gordon Green : Laurie Strode (productrice exécutive)
- 2022 : Halloween Ends  de David Gordon Green : Laurie Strode (productrice exécutive)
- 2025 : Freakier Friday de Nisha Ganatra
- 2025 : The Lost Bus de Paul Greengrass

### En tant que réalisatrice

#### Cinéma
- 2021 : Mother Nature

#### Télévision
- 1992 : Anything But Love : épisode The Call of the Mild (saison 4, épisode 11)
- 2016 : Scream Queens : épisode Rapunzel, Rapunzel (saison 2, épisode 8)[25]

## Distinctions

### Récompenses
- British Academy Film Awards 1984 : Meilleure actrice dans un second rôle pour Un fauteuil pour deux
- 1985 : Jupiter Awards de la meilleure actrice internationale pour Perfect
- Golden Globes 1990 : Meilleure actrice dans une série musicale ou comique pour Anything But Love
- Festival du film policier de Cognac 1990 : Lauréate du Prix Spécial de la meilleure performance pour Blue Steel
- 1990 : Mystfest de la meilleure actrice pour Blue Steel
- 1995 : American Comedy Awards de l'actrice la plus drôle dans un rôle principal pour True Lies
- Golden Globes 1995 : Meilleure actrice pour True Lies
- Saturn Awards 1995 : Meilleure actrice pour True Lies
- Fangoria Chainsaw Awards 1997 : Lauréate du Prix Fangoria Horror Hall of Fame
- 1999 : Fangoria Chainsaw Awards de la meilleure actrice pour Halloween 20 ans après, il revient
- 2000 : Hasty Pudding Theatricals de la femme de l'année.
- 2014 : BTVA Anime Dub Movie/Special Voice Acting Awards de la meilleure performance vocale pour La Colline aux coquelicots
- Saturn Awards 2019 : Meilleure actrice pour Halloween
- CinemaCon 2019 : Lauréate du Trophée Vanguard
- Screen Actors Guild Awards 2023 : Meilleure actrice dans un second rôle pour Everything Everywhere All at Once
- Oscars 2023 : Meilleure actrice dans un second rôle  pour Everything Everywhere All at Once
- Emmy Awards 2024 : Meilleure actrice invitée dans une série comique pour The Bear

### Nominations
- Prix Génie 1981 : Meilleure actrice pour Le Bal de l'horreur
- Saturn Awards 1981 : Meilleure actrice pour Le Monstre du train
- Golden Apple Awards 1988 : Lauréate du Prix de la star féminine de l'année.
- 1989 : American Comedy Awards de l'actrice la plus drôle dans un rôle principal dans une comédie pour Un poisson nommé Wanda
- British Academy Film Awards 1989 : Meilleure actrice pour Un poisson nommé Wanda
- Golden Globes 1989 : Meilleure actrice pour Un poisson nommé Wanda
- 1991 : Viewers for Quality Television Awards de la meilleure actrice dans une série télévisée comique Anything But Love
- Golden Globes 1992 : Meilleure actrice dans une série musicale ou comique pour Anything But Love
- 1994 : Awards Circuit Community Awards de la meilleure actrice dans un rôle principal pour True Lies
- 1994 : Fangoria Chainsaw Awards de la meilleure actrice pour Mother's boys
- 1995 : Blockbuster Entertainment Awards de l'actrice préférée pour True Lies
- MTV Movie Awards 1995 : 
  - Meilleure performance féminine pour True Lies
  - Meilleur baiser partagée avec Arnold Schwarzenegger pour True Lies
- Screen Actors Guild Awards 1995 : Meilleure actrice dans un second rôle pour True Lies
- Golden Globes 1996 : Meilleure actrice dans une mini-série ou un téléfilm pour Les Chroniques de Heidi
- Primetime Emmy Awards 1998 : Meilleure actrice dans une mini-série ou un téléfilm pour Un cœur pour la vie
- 1999 : Blockbuster Entertainment Awards de l'actrice préférée pour Halloween 20 ans après, il revient
- 2001 : DVD Exclusive Awards de la meilleure performance pour un personnage d'animation  pour Rudolph the Red-Nosed Reindeer & the Island of Misfit Toys partagée avec William R. Kowalchuk Jr. (Créateur et désigneur).
- Saturn Awards 1999 : Meilleure actrice pour Halloween 20 ans après, il revient
- Golden Globes 2004 : Meilleure actrice pour Freaky Friday : Dans la peau de ma mère
- Satellite Awards 2004 : Meilleure actrice pour Freaky Friday : Dans la peau de ma mère
- Saturn Awards 2004 : Meilleure actrice pour Freaky Friday : Dans la peau de ma mère
- 2012 : BTVA Special/DVD Voice Acting Awards de la meilleure performance vocale pour l'ensemble de la distribution pour Le Petit Train bleu partagée avec Alyson Stoner, Whoopi Goldberg, Jim Cummings, Jeff Bennett, Dominic Scott Kay, Rodney Saulsberry, Jodi Benson, Charlie Schlatter et Patrick Warburton
- 2014 : BTVA Anime Dub Movie/Special Voice Acting Awards de la meilleure performance vocale pour l'ensemble de la distribution pour La Colline aux coquelicots partagée avec Sarah Bolger, Anton Yelchin, Charlie Saxton, Isabelle Fuhrman, Christina Hendricks, Gillian Anderson, Chris Noth, Beau Bridges et Aubrey Plaza.
- 2015 : 20/20 Awards de la meilleure actrice pour True Lies
- 2016 : Fangoria Chainsaw Awards de la meilleure actrice dans un second rôle dans une série télévisée comique pour Scream Queens
- Golden Globes 2016 : Meilleure actrice dans une série musicale ou comique pour Scream Queens
- People's Choice Awards 2016 : Meilleure actrice dans une série télévisée comique pour Scream Queens
- Satellite Awards 2016 : Meilleure actrice dans une série musicale ou comique pour Scream Queens
- 2018 : Fright Meter Awards de la meilleure actrice dans un film d'horreur pour Halloween (2018).
- 2018 : IGN Summer Movie Awards de la meilleure actrice principale dans un film d'horreur pour Halloween (2018).
- 2018 : The BAM Awards de la meilleure actrice principale dans un film d'horreur pour Halloween (2018).
- 2019 : Fangoria Chainsaw Awards de la meilleure actrice dans un film d'horreur pour Halloween (2018).
- Women Film Critics Circle Awards 2019 : Mommie Dearest Worst Screen Mom of the Year Award dans une comédie dramatique pour À couteaux tirés (2019).
- Women Film Critics Circle Awards 2019 : Acting and Activism Awards.
- Gold Derby Awards 2020 :
  - Meilleure distribution dans une comédie dramatique pour À couteaux tirés (2019) partagée avec K Callan, Toni Collette, Daniel Craig, Ana de Armas, Chris Evans, Don Johnson, Katherine Langford, Riki Lindhome, Jaeden Martell, Frank Oz, Edi Patterson (en), Christopher Plummer, Michael Shannon et Lakeith Stanfield
  - Meilleure distribution de la décade pour À couteaux tirés
- Online Film & Television Association Awards 2020 : meilleure distribution dans une comédie dramatique pour À couteaux tirés (2019).
- Saturn Awards 2021 : Meilleure actrice dans un second rôle dans une comédie dramatique pour À couteaux tirés (2019).
- 2022 : Hollywood Critics Association Midseason Awards de la meilleure actrice dans un second rôle dans une comédie dramatique pour Everything Everywhere All at Once (2022).
- Golden Globes 2023 : Meilleure actrice dans un second rôle dans une comédie dramatique pour Everything Everywhere All at Once (2022).

## Voix francophones
Dans les années 1970 et 1980, Jamie Lee Curtis est doublée par plusieurs actrices en version française. Sylvie Feit la double à trois reprises dans Fog, Perfect et Welcome Home, tandis qu'elle est doublée à deux reprises par Annie Balestra dans Columbo et Un fauteuil pour deux, ainsi que par Martine Irzenski dans Drôles de dames et Meurtre d'une créature de rêve. À titre exceptionnel, elle est doublée par Anne Kerylen dans La croisière s'amuse, Évelyn Séléna dans Buck Rogers, Béatrice Bruno dans Le Bal de l'horreur, Juliette Degenne dans Un homme amoureux et Dominique MacAvoy dans La Force du silence.
Pour son rôle dans la franchise Halloween, elle est successivement doublée par Sylviane Margollé dans La nuit des masques, Maïk Darah dans Halloween 2 et Renée Duncan dans Halloween 3. Par la suite, elle est doublée dans le reste de ses apparitions par Françoise Vallon.
À partir de Blue Steel en 1990, Véronique Augereau devient sa voix régulière, la retrouvant notamment dans Forever Young, True Lies, Freaky Friday, NCIS, Scream Queens, À couteaux tirés ou encore Everything Everywhere All at Once. En parallèle, elle doublée à trois reprises par Micky Sébastian dans My Girl, sa suite et Le Tailleur de Panama, ou encore à titre exceptionnel par Frédérique Tirmont dans Nicky et Gino et Mother's Boys ainsi que Marie Vincent dans Mais qui a tué Mona ?. La doublant en 1988 dans Un poisson nommé Wanda, Élisabeth Wiener la retrouve dans Créatures féroces et Virus.
En version québécoise, Madeleine Arsenault la double dans Vrai Mensonge, Qui a tué Mona ?, Un Vendredi dingue, dingue, dingue, Le Chihuahua de Beverly Hills ou encore Encore toi. Elle la double également dans Halloween H20 : 20 ans plus tard et Halloween : La Résurrection, mais sera remplacée par Claudine Chatel  dans  Halloween et  Halloween tue. Enfin, Claudie Verdant la double dans Le Train de la terreur, L'Été de mes onze ans, sa suite et Une seconde chance.